# Чен Давей
Чен Давей (*程大位, 3 травня 1533 — 18 вересня 1606) — китайський математик часів династії Мін.

## Життєпис
Походив з купецької родини. Народився в селі Шуайкоу (тепер частина міста Сюнін, провінція Аньхой). Здобув гарну освіту, з дитинства виявивши хист до математики. З 1553 року продовжив справу батька. Як представник родинної купецької фірми багато подорожував містами уздовж річки Янцзи. Під час цього намагався відвідати відомих математиків і збирав книги відповідного змісту.
У 1573 році повернувся до рідного міста, де й далі займався торгівлею, але виключно для підтримки родини. Багато уваги приділяв математичним дослідженням. У 1593 році видав збірку з математики, де намагався узагальнити усі відомі в Китаї знання з виміру площ та власні погляди. Помер 1606 року в Шуайкоу.

## Математика
Автор праці «Сюаньфа тунцзун» («Звід головного про методи рахунку» з 17 цзюаня), що присвячена визначенню площ специфічної форми і змішуванню сплавів, а також містить 14 магічних квадратів. У ньому вперше приведений малюнок китайського абака (суаньпаня) з інструкціями щодо його застосування.

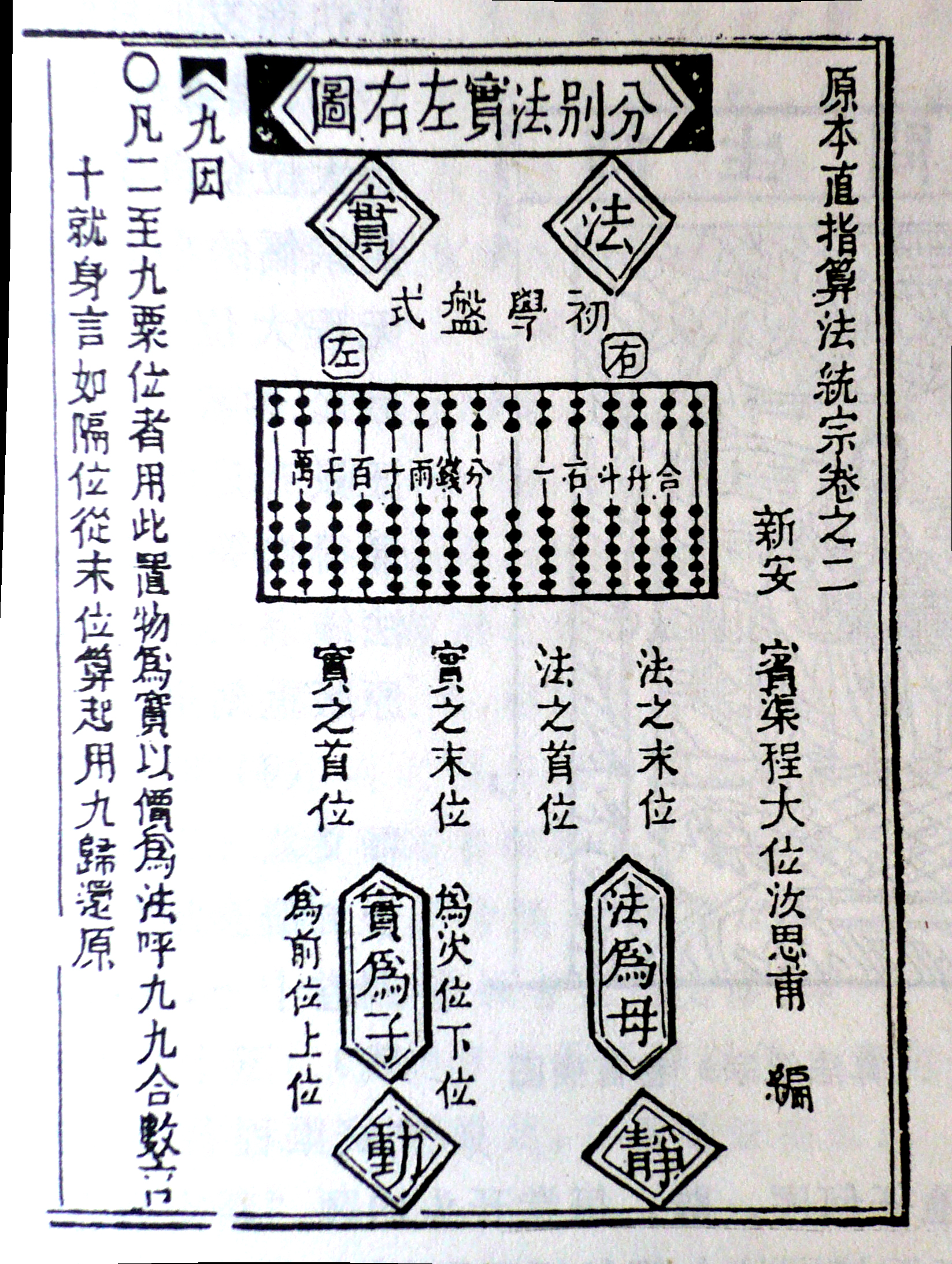
Китайський абак (суаньпань) з праці Чен Давея